# Liste von Rhododendron-Parkanlagen

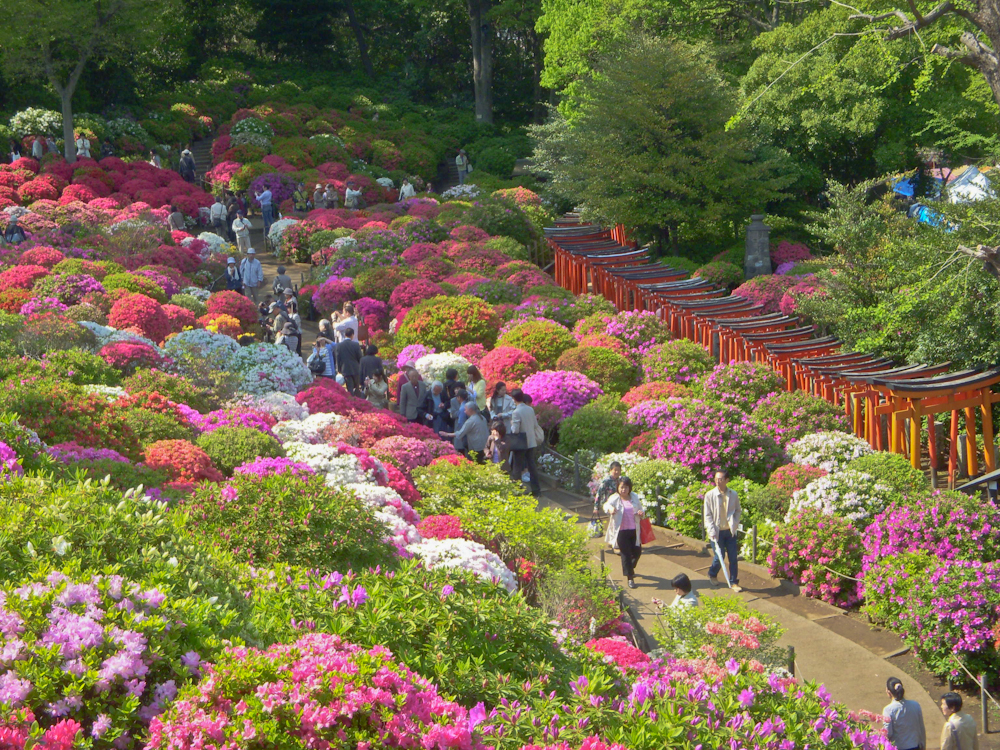
„Azalea-Festival“ im Park des Nezu-Schrein im Stadtteil Nezu, Bunkyo, Tokyo

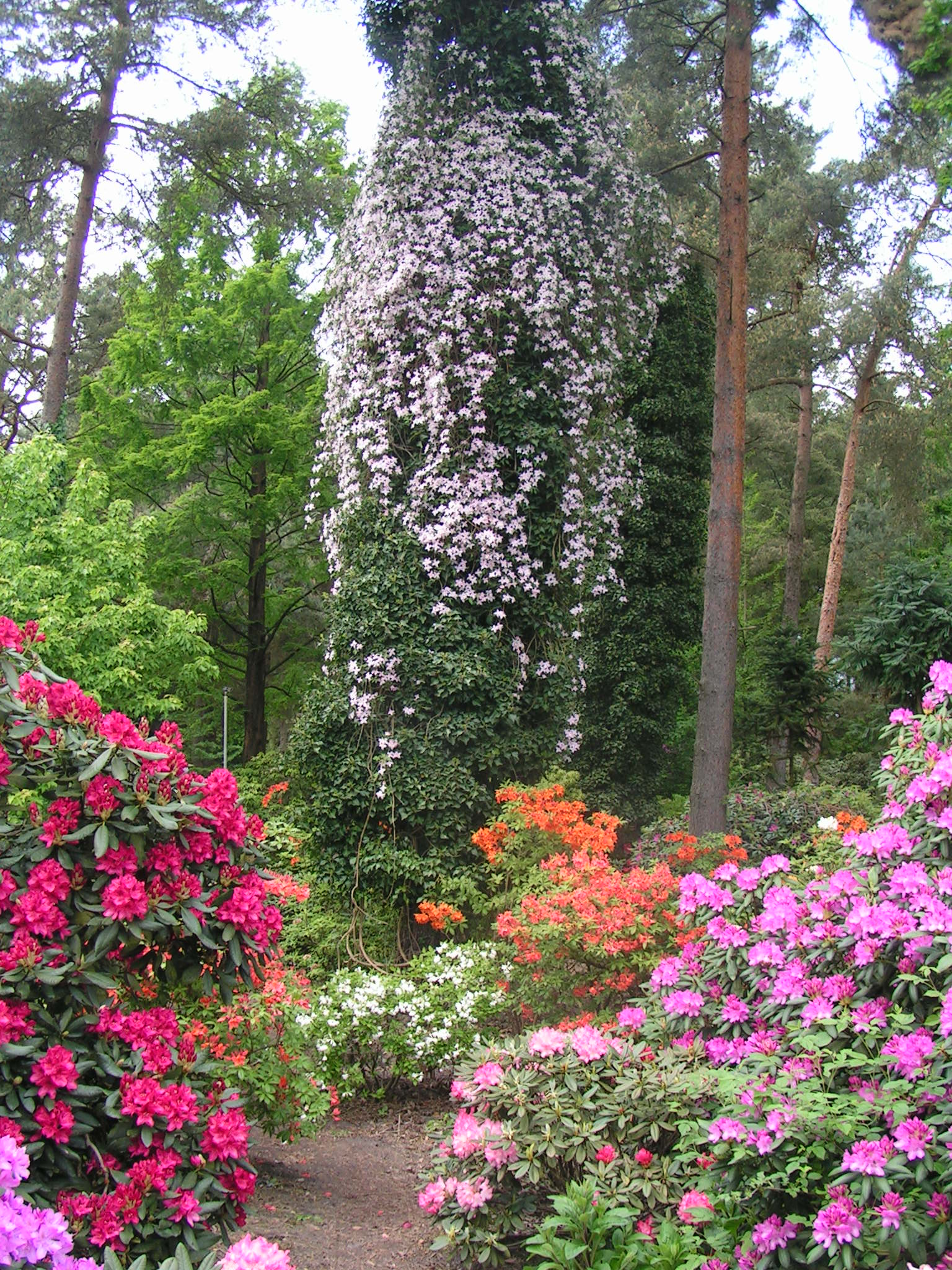
Rhododendronpark in Gristede

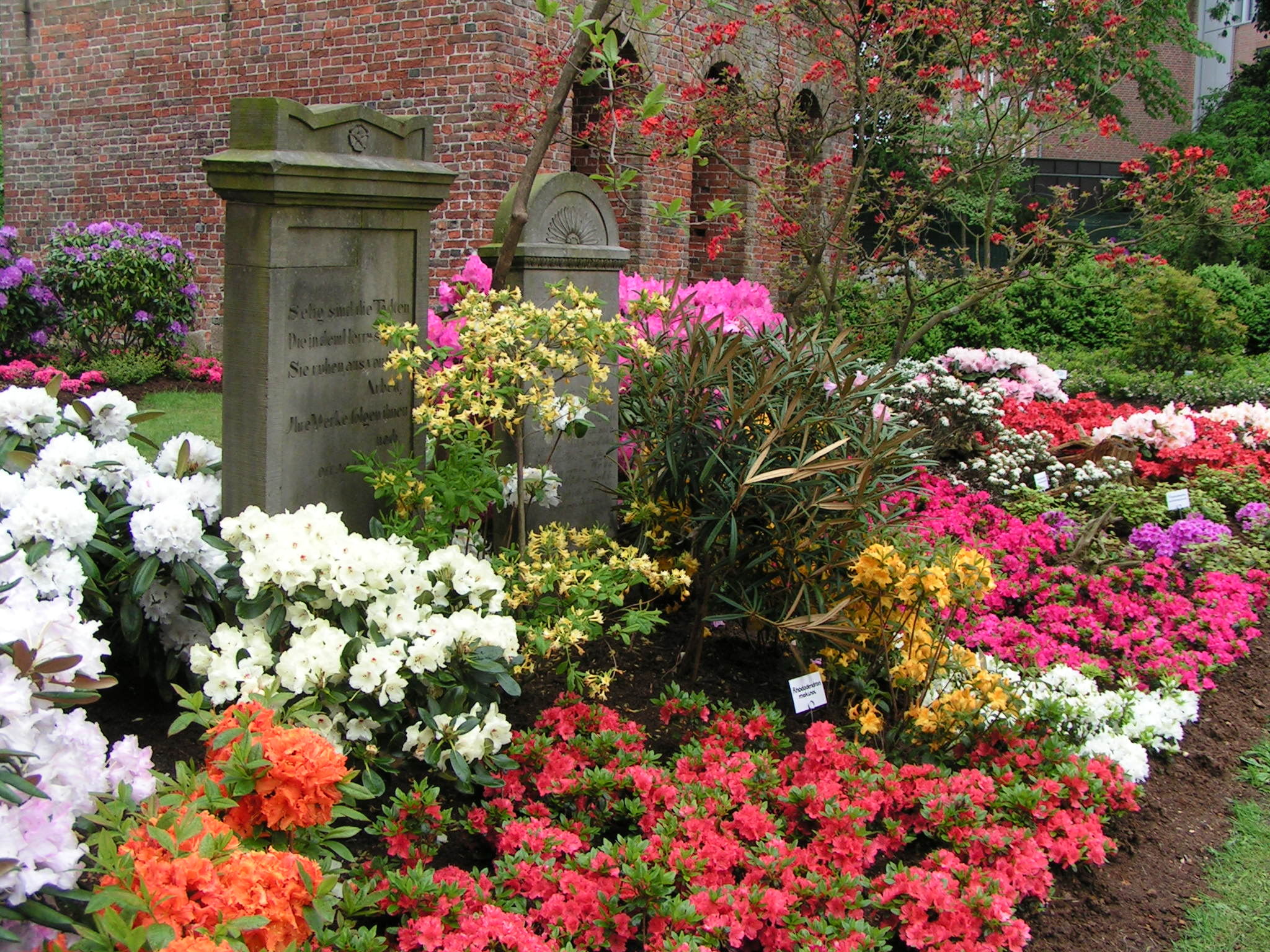
Rhodo 2006 in Westerstede

Die Liste von Rhododendron-Parkanlagen nennt Parkanlagen und Botanische Gärten, die Arten und Sorten von Rhododendren als bedeutenden Bestandteil aufweisen.

## Deutschland

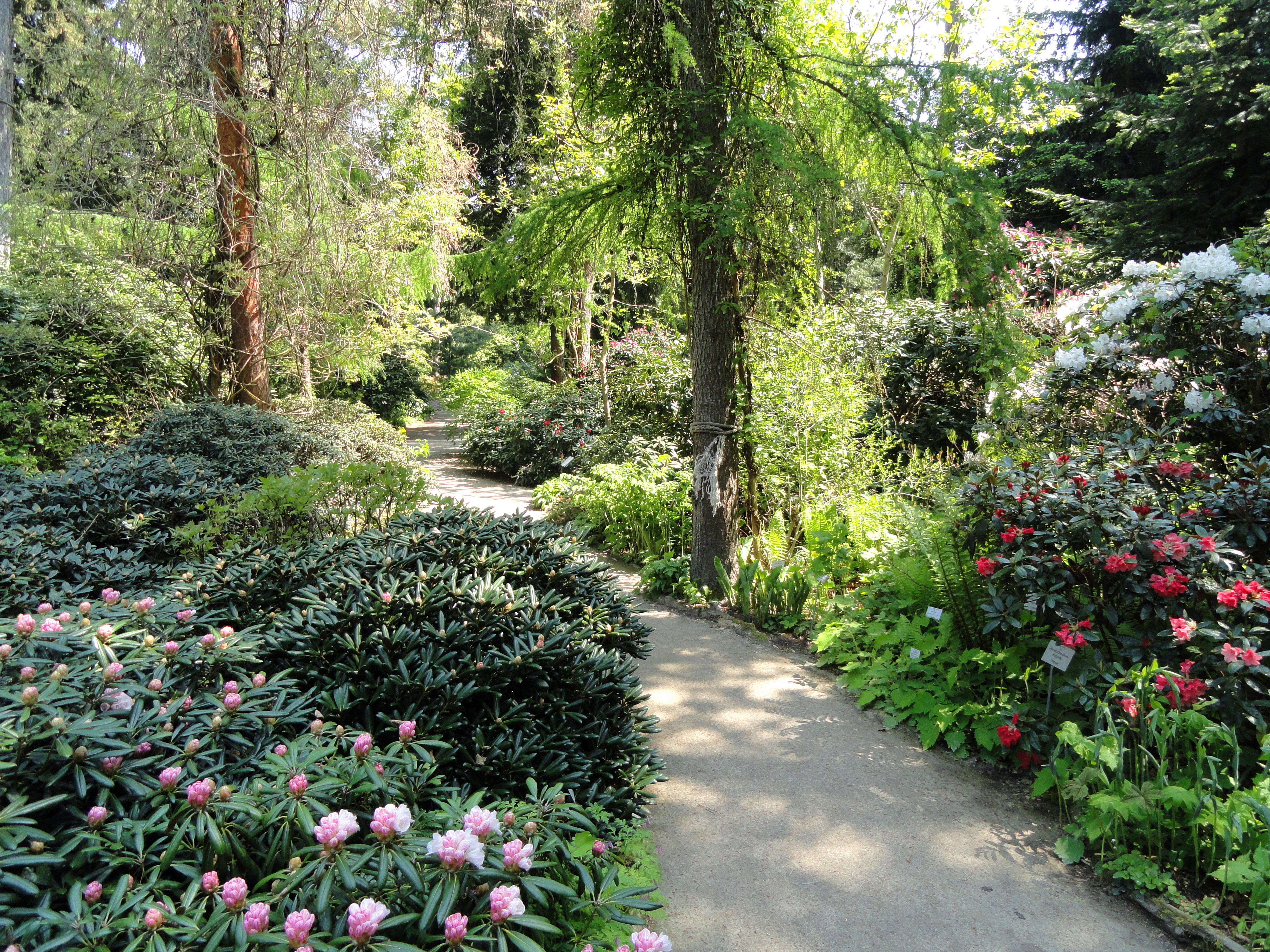
Rhododendren-Hain im Botanischen Garten München-Nymphenburg

### Baden-Württemberg
- Rhododendrontal im Botanischen Garten der Eberhard Karls Universität Tübingen
- Rhododendron-Anlage im Heidelberger Stadtwald (Königstuhl)
- Rhododendron-Quartier im Landesarboretum Baden-Württemberg der Hohenheimer Gärten
- Rhododendron-Park Jansen

### Bayern
- Rhododendron- und Schlosspark Dennenlohe in Dennenlohe, Mittelfranken, 13 Hektar großer Landschaftspark am Wasser.
- Rhododendronhain im Stadtpark Neue Welt in Memmingen (ehemaliges Gelände der Landesgartenschau 2000)
- Rhododendren-Hain im Botanischen Garten München-Nymphenburg

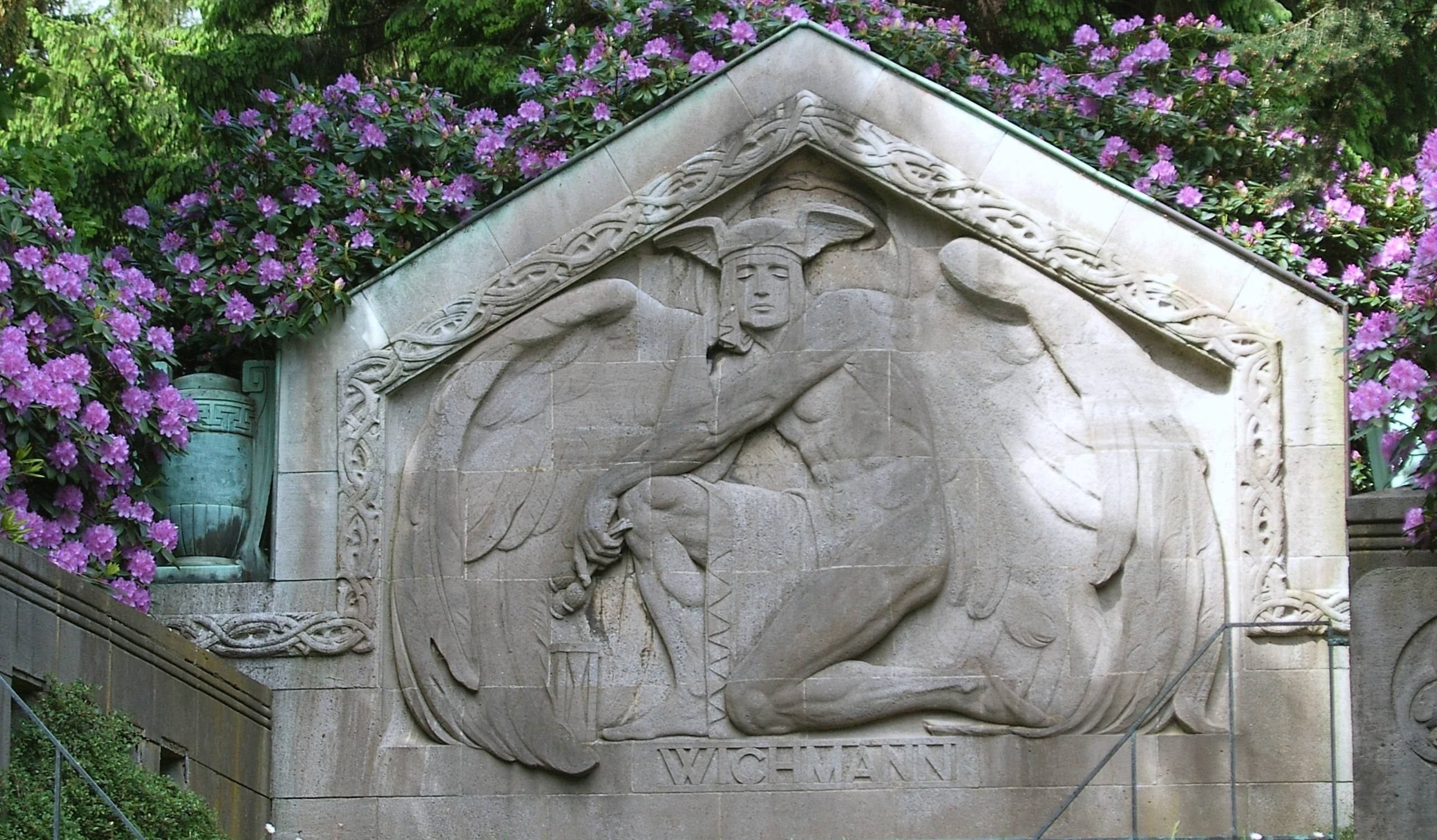
Rhododendrongesäumtes Grab auf dem Ohlsdorfer Friedhof in Hamburg

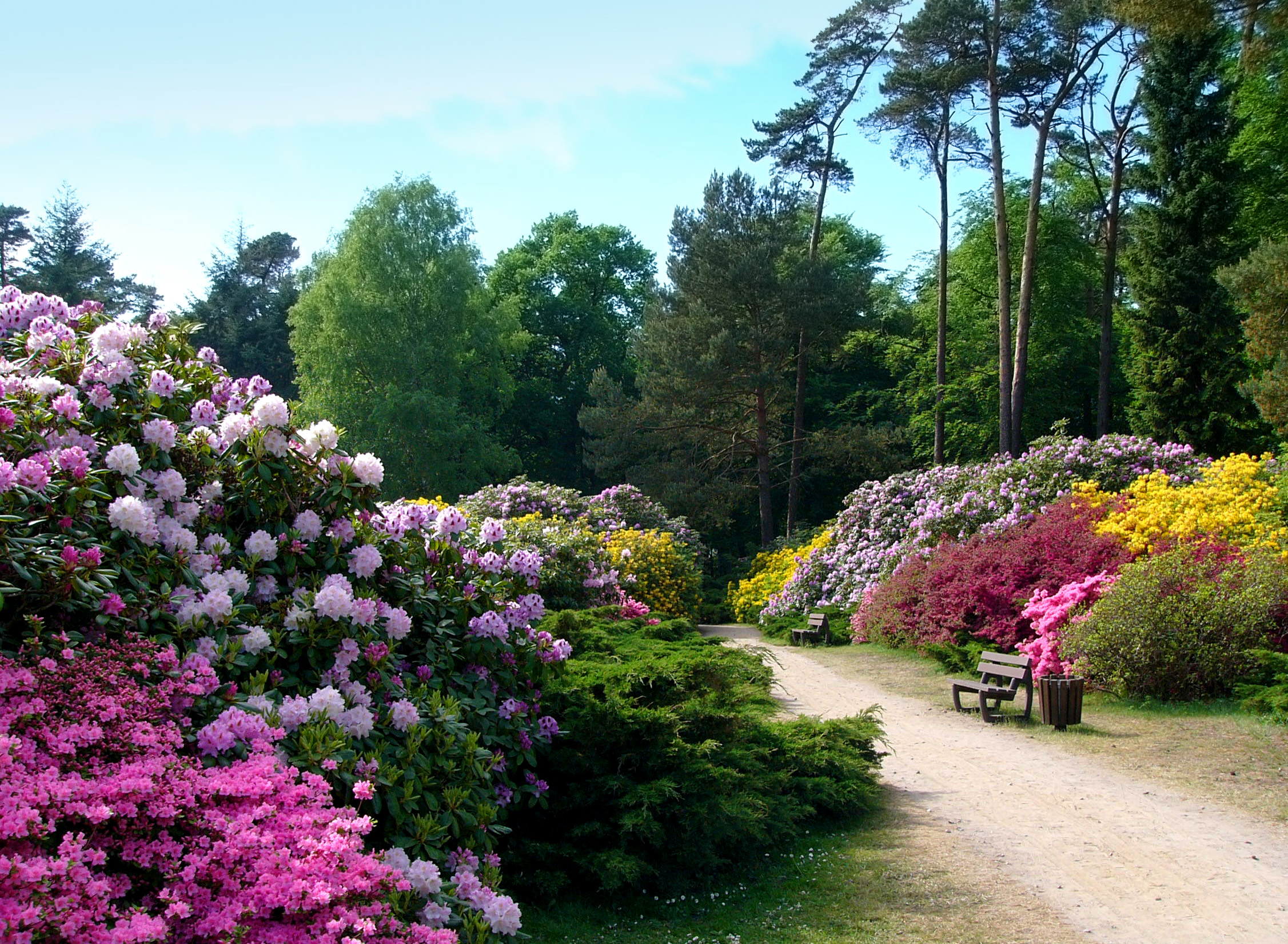
Rhododendronpark Graal-Müritz

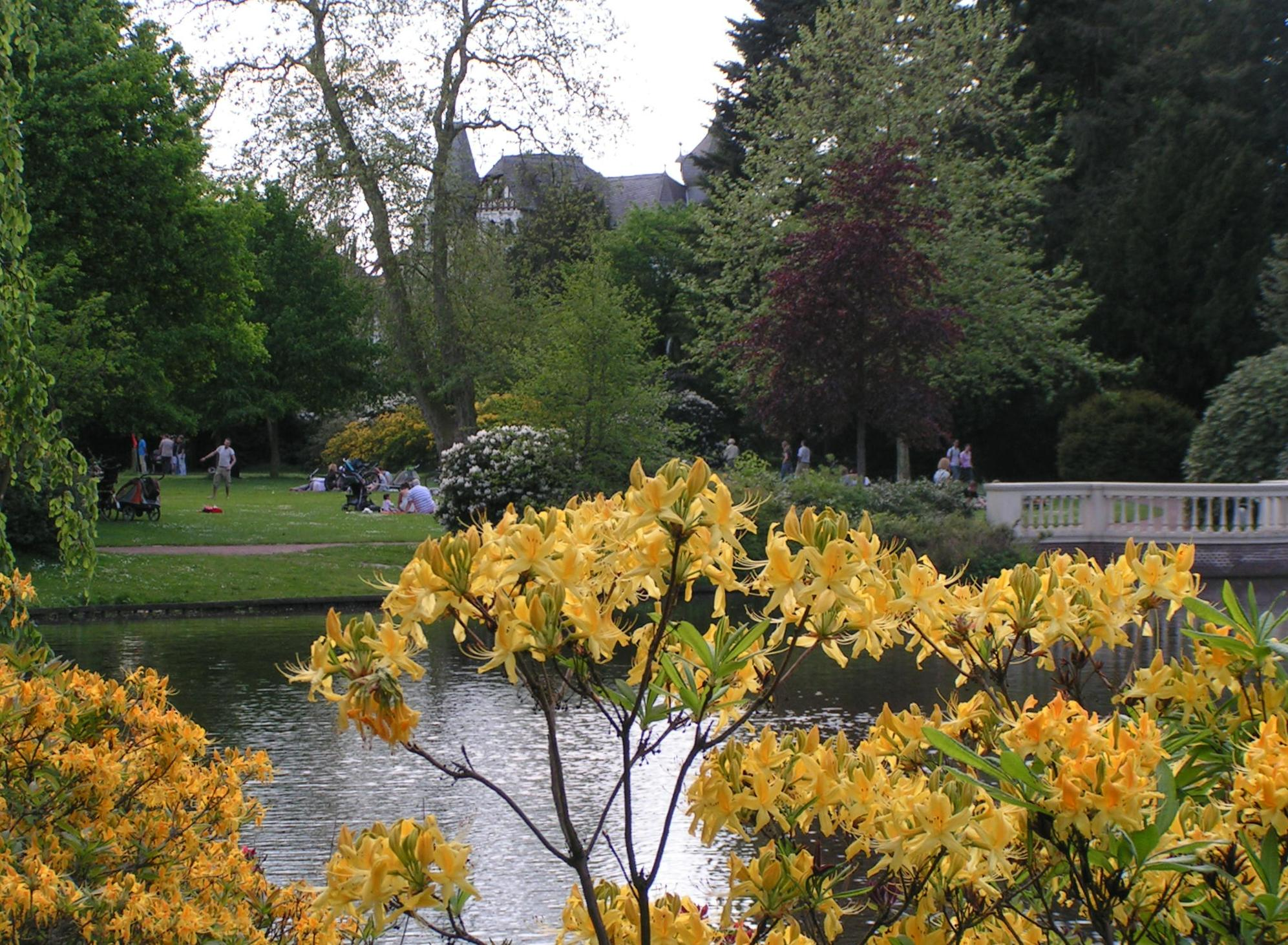
Blühende Azaleen und Rhododendren im Schlossgarten Oldenburg

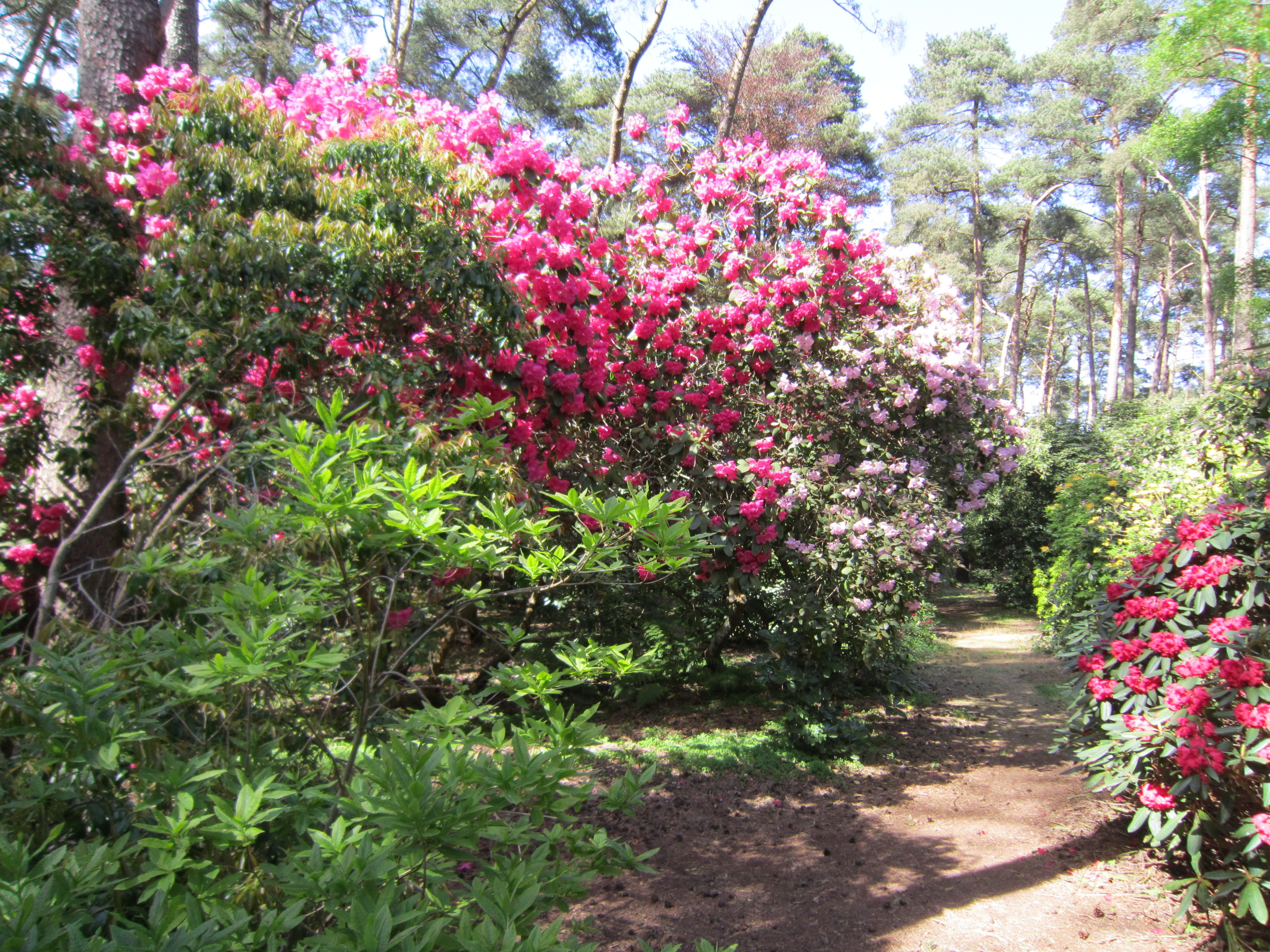
Rhododendronpark in Petersfeld

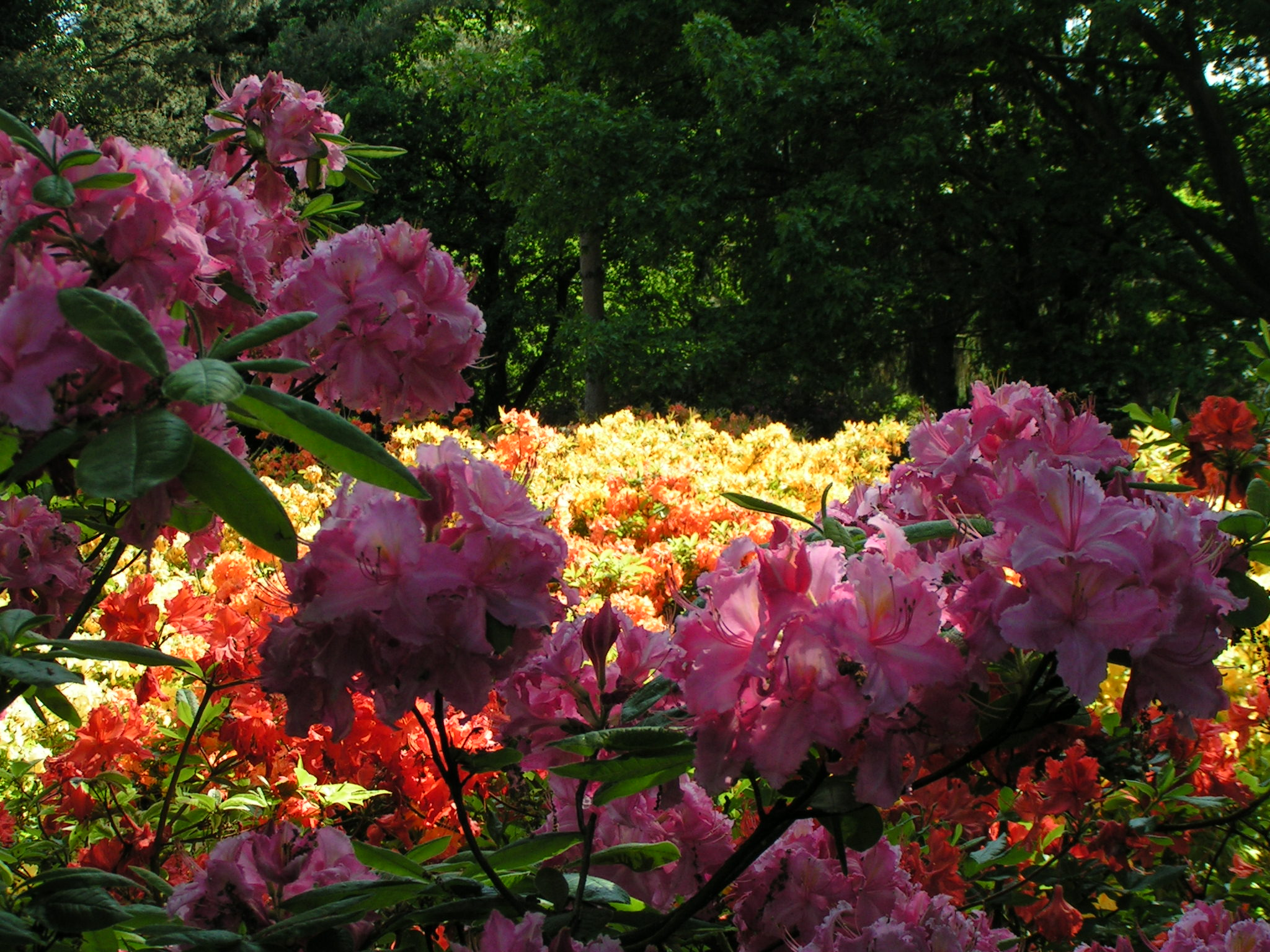
Rhododendren und Azaleen im „Park der Gärten“

### Bremen
- Rhododendron-Park Bremen mit Botanika, 46 Hektar, größte Rhododendronsammlung der Welt (ca. 650 Arten, davon ca. 110 tropische und 160 subtropische in der Botanika, 3500 Sorten, davon ca. 420 verschiedene Indische Azaleen)[1]

### Hamburg
- Stadtpark
- Ohlsdorfer Friedhof
- Hirschpark
- Lüttge-Garten

### Hessen
- Schloss Wolfsgarten in Langen
- Villa Schlösschen Cesarine in Oberzent
- Parkanlage Villa Haas
- Rhododendronwald im Botanischen Garten Marburg

### Mecklenburg-Vorpommern
- Rhododendronpark Graal-Müritz, in den Jahren 1955–1961 vom Rostocker Gartenarchitekt Friedrich-Karl Evert geschaffen
- Im Zoo Rostock, auf einer Fläche von 1 Hektar. Die Anlage wurde bereits 1907 errichtet und gehört heute zum denkmalgeschützten Bereich im Zoo Rostock.

### Niedersachsen
- Ohrberg bei Hameln
- Schlossgarten Oldenburg
- Schlosspark Lütetsburg
- Rhododendronwald in Füchtenfeld
- Berggarten Herrenhausen in Hannover

Ein Zentrum der Rhododendronzucht in Deutschland ist der Landkreis Ammerland im nordwestlichen Niedersachsen. In der Kreisstadt Westerstede finden alle vier Jahre Rhododendronfesttage statt („Rhodo“), dabei handelt es sich um die größte Rhododendren-Ausstellung Europas. Es gibt in dem Landkreis mehrere Rhodendronparks, die über die Rhododendron-Routen mit dem Rad erfahren werden können.
- Maxwaldpark in Fikensolt bei Westerstede (ältester Rhododendronwaldpark in Norddeutschland, ab 1890 nach dem Vorbild englischer „rhododendron woodlands“ angelegt)
- Park der Gärten, Bad Zwischenahn (ehemaliges Gelände der niedersächsischen Landesgartenschau 2002)
- Rhododendronpark Bruns in Gristede, (zwischen Bad Zwischenahn und Wiefelstede)
- Rhododendronpark Hobbie in Petersfeld bei Westerstede (mit 70 Hektar Deutschlands größter Rhododendronpark)

### Nordrhein-Westfalen

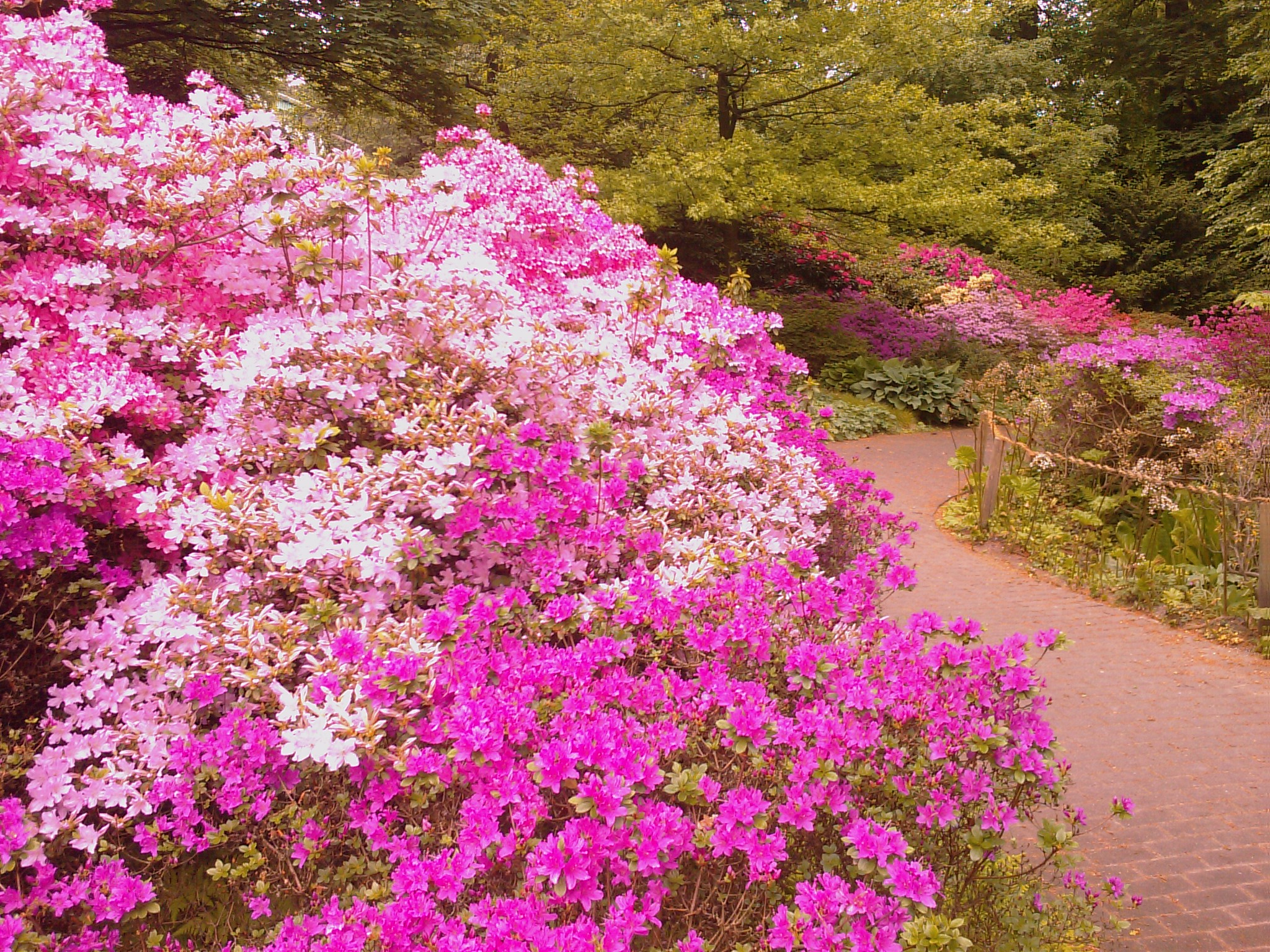
Azaleenblüte im Botanischen Garten Bielefeld

- Botanischer Garten und Johannisfriedhof in Bielefeld
- Rombergpark in Dortmund-Brünninghausen
- Benrather Schlosspark in Düsseldorf-Benrath
- Rhododendrongarten im Panorama-Park Sauerland Wildpark, Kirchhundem bei Olpe
- Landschaftspark und Arboretum „Heilmannshof“, 320 Rhododendron-Arten und -Sorten, Nähe Krefeld
- Der Rhododendronpark des Vorwerkparks der Barmer Anlagen in Wuppertal. Um 1907 wurde der Steinbruch zum Rhododendronpark umgestaltet, an dessen Gestaltung der bekannte Wuppertaler Baumschulist und Züchter Nissen beteiligt war.
- Das Rhododendrontal in der Gruga in Essen mit etwa 500 Arten.
- Die Rhododendron-Schlucht im Forstbotanischen Garten Köln
- Schlosspark Heltorf bei Angermund
- Rhododendron-Park in Gelsenkirchen-Buer
- Willy-Dohmen-Park in Übach-Palenberg

### Sachsen
- Azaleen- und Rhododendronpark Kromlau bei Görlitz
- Park auf dem Hutberg zu Kamenz
- Rhododendronpark in Dresden, Stadtteil Wachwitz / Königlicher Weinberg Wachwitz (Nähe Fernsehturm Dresden)
- Rhododendronpark Kleine Bastei in Kurort Rathen (Sächsische Schweiz)
- Südfriedhof Leipzig (etwa 10.000 Rhododendron-Exemplare)
- Rhododendronblüte in den Königlichen Anlagen des Sächsischen Staatsbades Bad Elster
- Rhododendronpark der Baumschule Seidel[4]

### Sachsen-Anhalt
- Wörlitzer Park, (Weltkulturerbe)

### Schleswig-Holstein
- Rhododendronpark in Barmstedt
- Friedhof Neumünster mit sehr altem und großen Bestand

### Thüringen
- Rhododendrongarten am Rande des Kneippkurortes Tabarz (betreut vom Thüringerwald-Verein Zweigverein Tabarz 1893 e.V.)
- Schlosspark Tannenfeld, alter englischer Landschaftspark in Thüringen, nahe Altenburg, große Artenvielfalt an Rhododendren und Azaleen

## Finnland

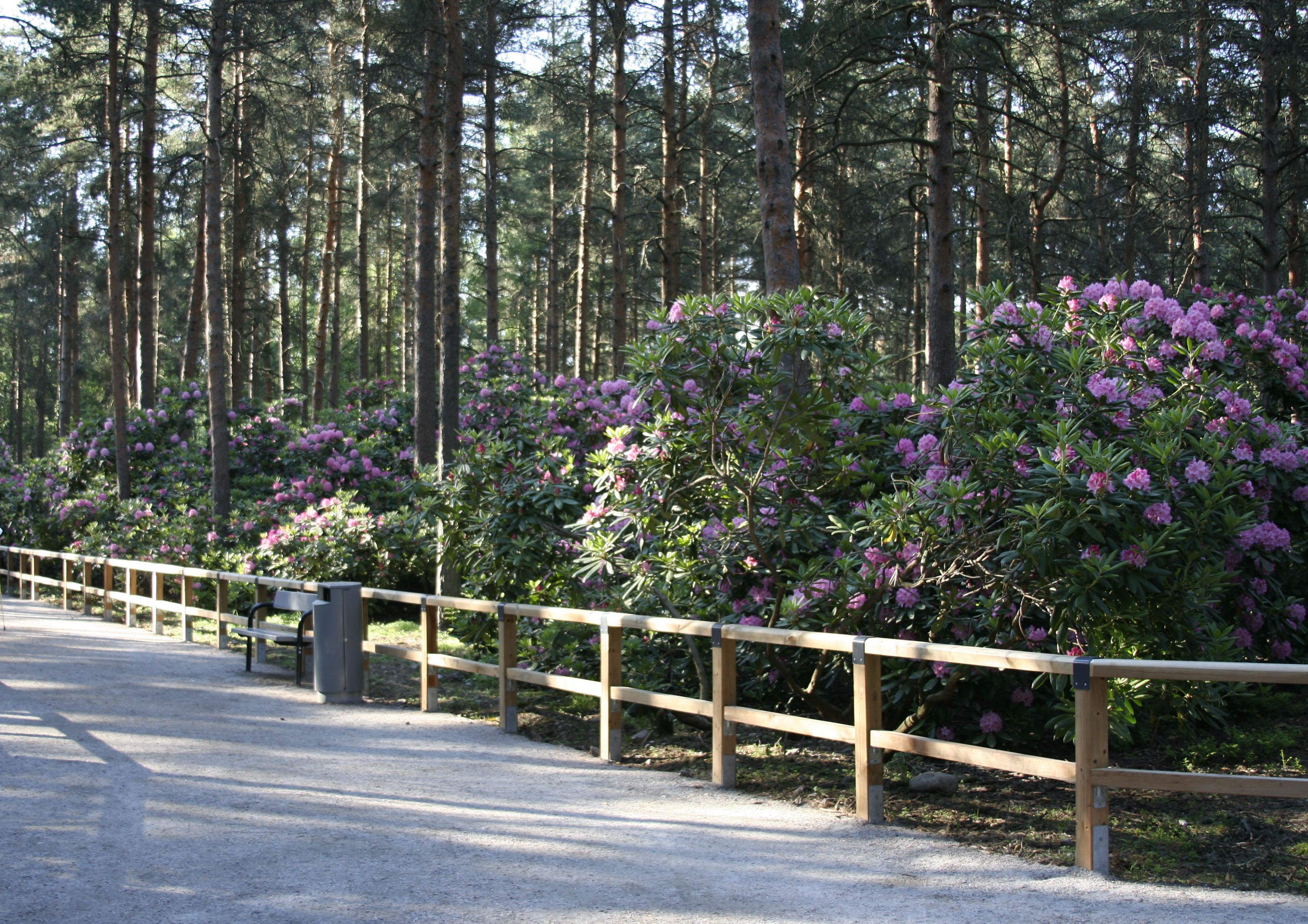
Blühende Rhododendren im Rhododendronpark Helsinki (Finnland)

- Rhododendronpark Helsinki
- Arboretum Mustila

## Frankreich

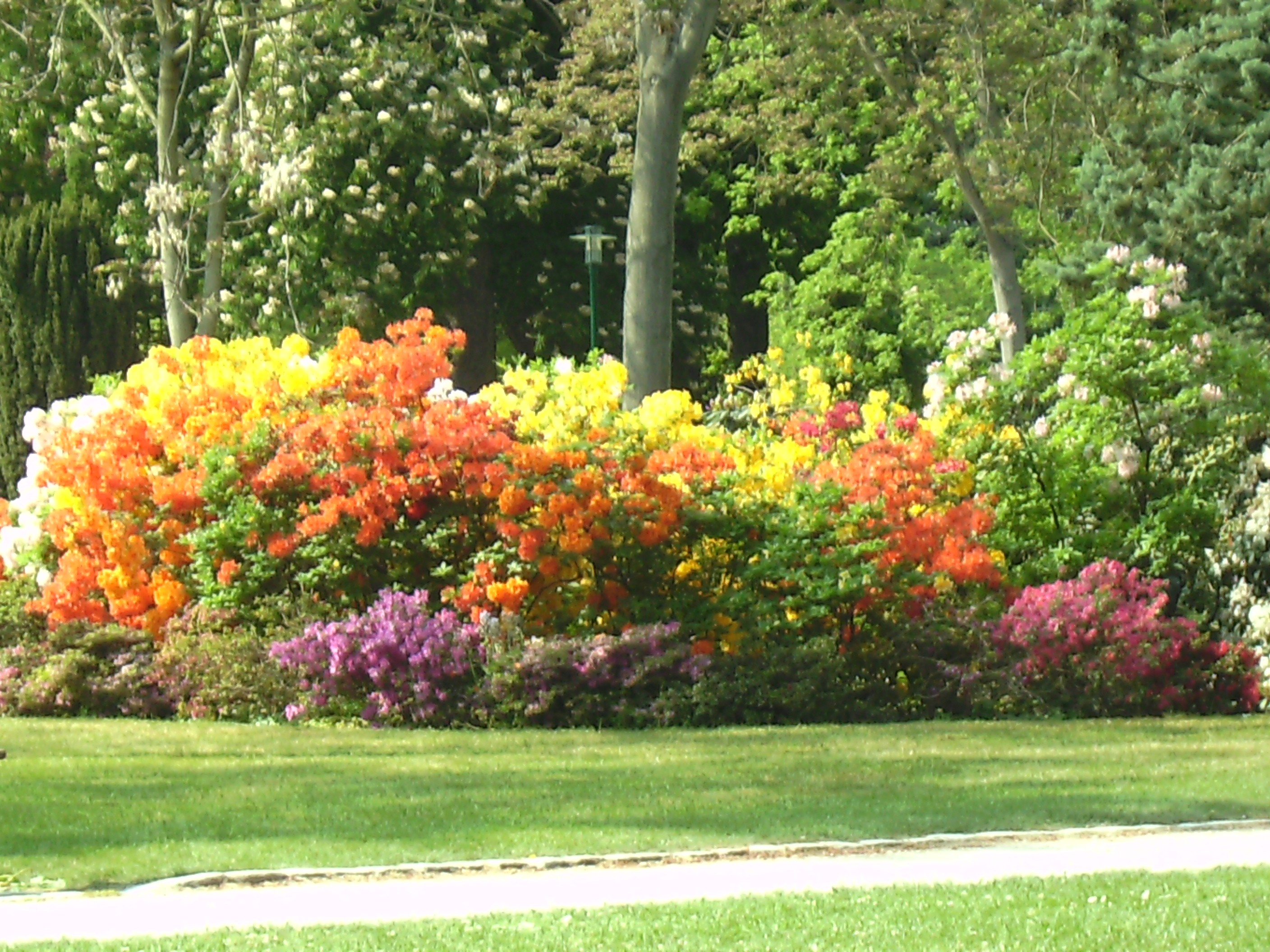
Rhododendrongruppe in der Pépinière (Nancy)

- „Pépinière“ (Parkanlage im Zentrum Nancys)

## Großbritannien

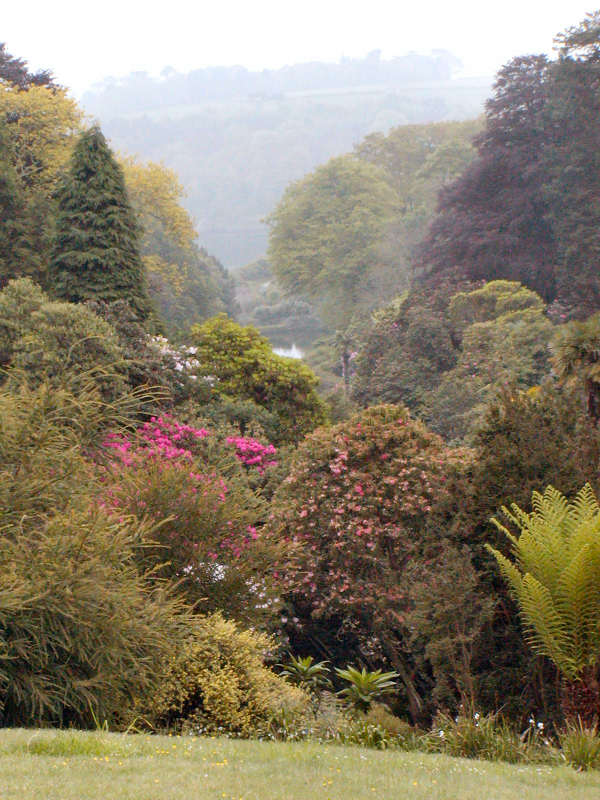
Trebah Garden (Cornwall)

- The Lost Gardens of Heligan, ein 70 Jahre lang verwilderter Landschaftsgarten mit teilweise 150 Jahre alten und bis 20 Meter hohen Exemplaren, besonders Rhododendron arboreum.
- Trebah Garden in Cornwall
- Inverewe Garden in Nordschottland. Dort wachsen zum Teil baumgroße Exemplare.
- Royal Horticultural Sosiety Wisley Garden in der Nähe von London.
- Wakehurst Place in Sussex, botanischer Garten, zu Kew Garden gehörend.

## Irland
- Killarney: Im großzügig angelegten Park von Muckross House stehen riesige, über 100-jährige Exemplare von Rhododendron-Sorten. Im angrenzenden über 100 km2 großen Killarney National Park ist, auf Grund des vom Golfstrom begünstigten milden Klimas, Rhododendron ponticum weit verbreitet verwildert und schon eine Plage geworden, der man mit sogenannten Workcamps versucht Herr zu werden.[5]
- Fota House and Garden, County Cork: Arboretum mit vielen verschiedenen alten Exemplaren von Rhododendron-Arten und Sorten.

## Italien

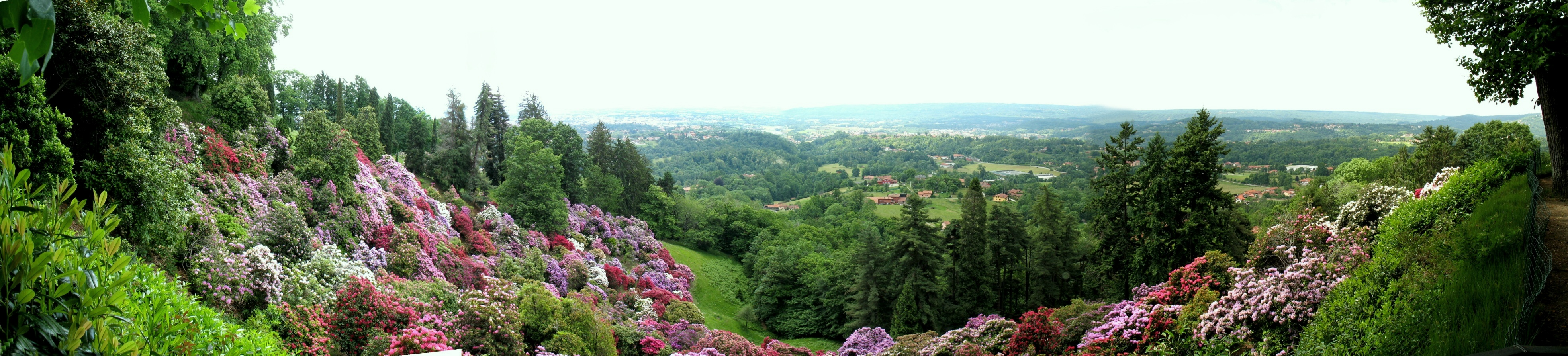
Rhododendronblüte im „Parco della Burcina“ (Piemont)

- „Parco della Burcina“ in Biella (Piemont)

## Österreich
- Botanischer Garten Linz

## Polen
- Park Woislowitz (Wojsławice) bei Niemcza (Nimptsch) in Niederschlesien, angelegt von Fritz von Oheimb, 150 Hektar.

## Russland
- Im „Aptekarskii Ogorod“ (dem „Garten für Heilpflanzen“), Russlands ältestem botanischen Garten, gegründet von Peter dem Großen im Jahre 1706 und heute Teil der Moskauer Universität, finden sich zahlreiche Rhododendren.

## Schweden
- Im Brunnspark in Ronneby, Schweden, reicht der Rhododendron-Bereich bis in den Wald hinein; eine unübliche Platzierung.

## Schweiz
- Park Seleger Moor in Rifferswil im Kanton Zürich in der Schweiz.
- Parco San Grato in Carona (oberhalb von Lugano) im Südtessin, Schweiz
- Rhododrendrontal der Merian Gärten in der Brüglinger Ebene bei Basel.[6]

## Slowakei
- Arboretum Mlyňany, angelegt im Jahre 1892 von Graf Stefan Ambrózy-Migazzi.

## Tschechien
- Schlosspark Průhonice bei Prag

## Ungarn
- Arboretum von Jeli, angelegt im Jahre 1922 von Graf Stefan Ambrózy-Migazzi.

## USA
- Rhododendron State Park in New Hampshire mit einem etwa 6,5 Hektar großen natürlichen Vorkommen von Rhododendron maximum.

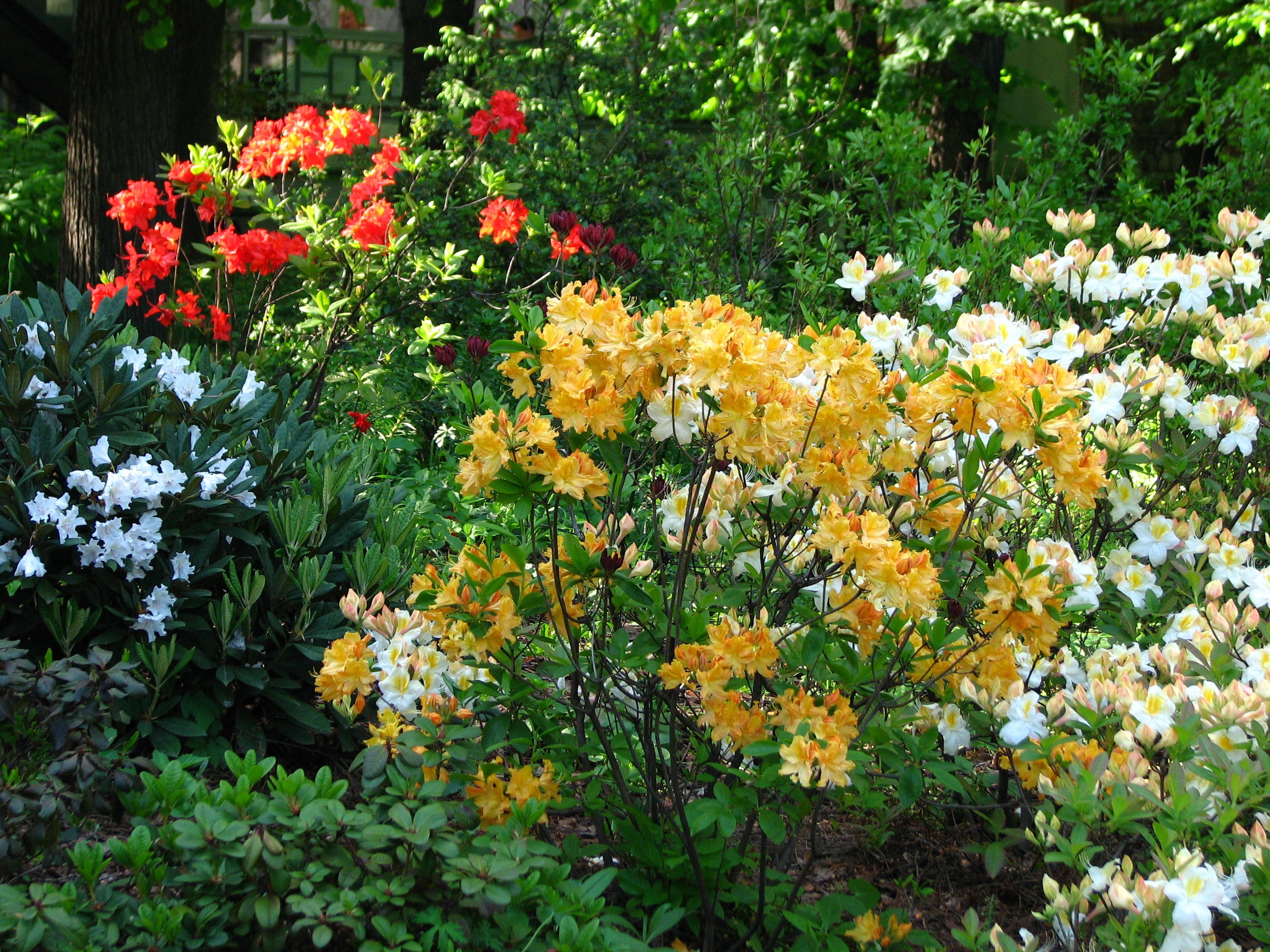
Rhododendren im botanischen Garten „Aptekarsky Ogorod“, Moskau